# Fructuós Gelabert i Badiella
Fructuós Gelabert i Badiella (Gràcia, 15 januari 1874 -  Sants, Barcelona, 25 december 1955) was een Catalaanse cameraman, filmregisseur en -producent. Hij wordt algemeen beschouwd als een van de belangrijkste pioniers van de Catalaanse filmkunst. Van een opleiding voor timmerman naar het bouwen van zijn eigen camera's. Hij realiseerde de eerste film met een echte verhaallijn van het Iberische schiereiland: Riña en un café in 1897. Veel van zijn werk is door slechte conservering en gebrek aan interesse verloren gegaan. De overgang naar de gesproken film is hem niet gelukt. De Eerste Wereldoorlog was een breekpunt en de laatste jaren van zijn leven bracht hij door in grote armoede.

## Leven
Zijn vader Joan Gelabert was een timmerman van Mallorcaanse origine. Als jongen werkte hij in het atelier van zijn vader. Al vroeg kreeg hij belangstelling voor fotografie en begon hij zijn eigen camera's te bouwen. Na een demonstratie in 1895 met de Kinetoscoop van Thomas Alva Edison in Barcelona was zijn belangstelling voor het bewegende beeld gewekt. Na de vertoning van L'Arroseur arrosé met de cinematograaf van de gebroeders Lumière in 1896 was zijn enthousiasme voor het nieuwe medium niet meer te stuiten. Samen met zijn vriend, de fotograaf Santiago Biosca, bouwde hij zijn eerste filmcamera en realiseerde in een recordtempo de film Riña en un café, die een jaar later verscheen.
In 1898 maakt hij een documentaire over het bezoek van koning Alfons XIII aan Barcelona: Visita de Doña Cristina y Don Alfonso XIII a Barcelona. Deze film werd gekocht door het Franse Pathé en was daarmee de eerste Spaanse film die geëxporteerd werd. Dit was een nieuw keerpunt voor Gelabert, die besefte dat film niet alleen kunst, maar ook een exportproduct kon zijn. In die tijd experimenteert hij ook met speciale effecten. In Xoc de transatlàntics ensceneert hij onder meer een botsing tussen oceaanstomers met zelfgebouwde modelschepen. Ondanks het succes is hij door die techniek maar matig geboeid, het is vooral zijn tijdgenoot Segundo de Chomón die dit genre tot ongekende hoogten zal ontwikkelen. In 1908 laat hij zijn eerste filmstudio bouwen. In 1916 creëert hij, met de hulp van Josep Maria Bosc en Francesc Bech de studio Boreal Films. Met de opkomst van de geluidsfilm trekt hij zich terug uit het filmvak en legt zich toe op het ontwikkelen van camera's met wisselend succes. Eerst de Spaanse Burgeroorlog en dan de franquistische dictatuur, samen met het technologische overwicht van Hollywood waren niet het ideale klimaat voor de culturele industrie.
Dit is het einde van zijn creatieve periode. Dankzij de steun van vrienden krijgt hij nog klussen als cameraman en assistent, maar financieel gaat het langzaam bergaf. Hij probeert nog een fabriek voor camera's van het merk Frugel op te richten, maar ook dat is geen economisch succes. Volledig aan lager wal geraakt, ziek en weduwnaar sedert 1950 trekt hij in bij zijn zoon, waar hij experimenteert met zijn laatste droom: driedimensionele film.
Hij overlijdt op 27 februari 1955 in Sants, volledig vergeten.

## Legaat
Sedert enige jaren is er weer belangstelling voor zijn werk en wordt duidelijk hoe belangrijk Gelabert in de filmgeschiedenis geweest is, ofschoon veel van zijn werk verloren is of door slechte conservering niet meer bruikbaar. De historicus Miquel Porter i Moix is een van de eersten die grondig onderzoek gedaan heeft naar de pioniersjaren van de Catalaanse filmindustrie en die er in belangrijke mate toe bijgedragen heeft dat Gelabert van de vergetelheid gered werd.
In 2004 wijdde TV3 een documentaire aan Gelabert. In Sant Joan Despí en in zijn eigen buurt Sants werd een straat naar hem genoemd. Hij komt ook voor als figuur in de roman De schaduw van de wind (2001) van Carlos Ruiz Zafón, waarin de hoofdfiguur Jausà hem financieel ondersteunt, op voorwaarde dat hij helpt bij het filmen van de geest van Marisela en andere tekenen uit de andere wereld. Zafón laat zijn romanfiguur Gelabert zeggen dat in de twintigste eeuw bewegende beelden de georganiseerde religie zullen vervangen.

## Enkele van zijn werken
- Riña en un café (1897)
- Visita de Doña Cristina y Don Alfonso XIII a Barcelona (1898)
- Dorotea (1899)
- Els pinxos de la vaqueria del parc (1905)
- Terra baixa (1907)
- Maria Rosa (1908)
- Amor que mata (1911)